# Rangunia Upazila Parishad
Rangunia Upazila Parishad är ett underdistrikt i Bangladesh.   Det ligger i provinsen Chittagong, i den sydöstra delen av landet, 220 km sydost om huvudstaden Dhaka. Antalet invånare är 263 217. Arean är 352 kvadratkilometer.
Terrängen i Rangunia Upazila Parishad är platt åt sydväst, men åt nordost är den kuperad.
I omgivningarna runt Rangunia Upazila Parishad växer huvudsakligen savannskog. Runt Rangunia Upazila Parishad är det tätbefolkat, med 591 invånare per kvadratkilometer.